# David Schalko

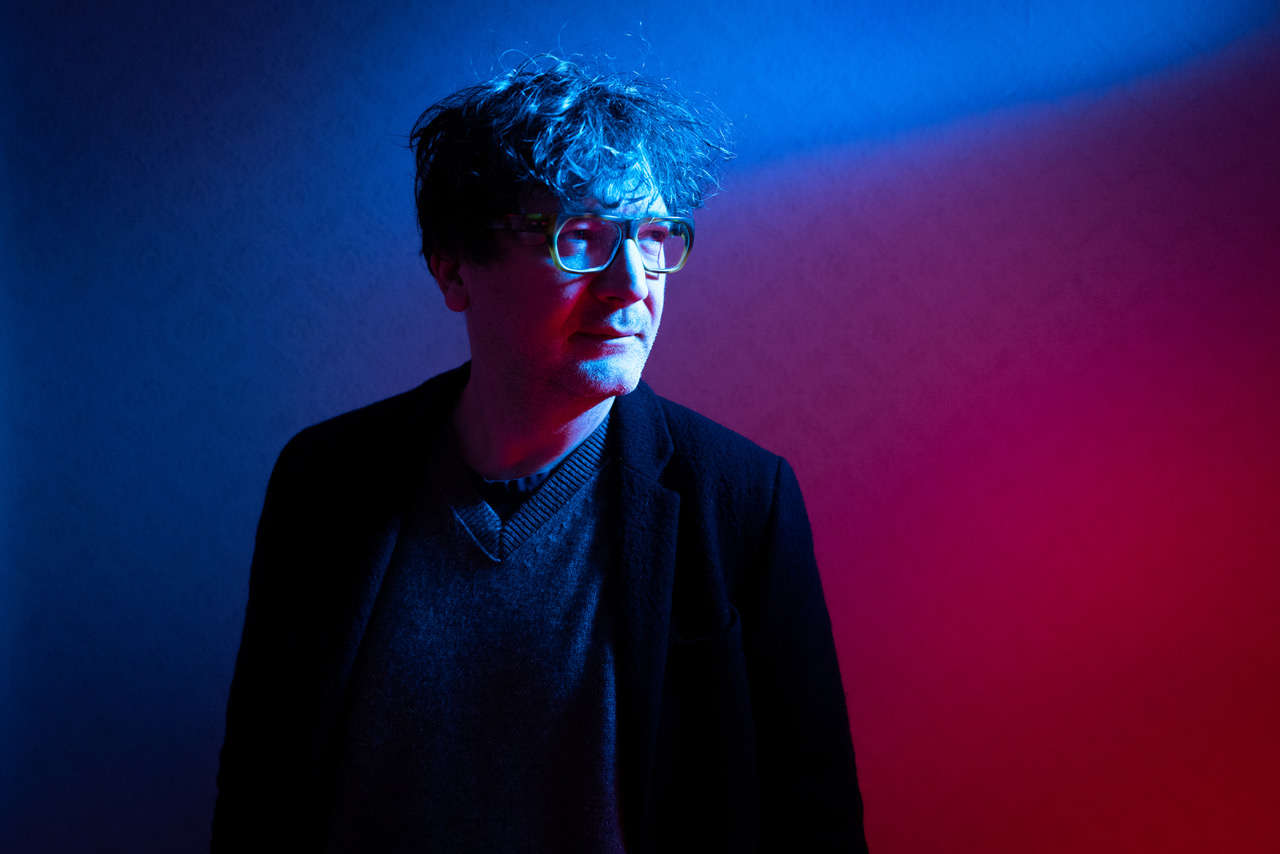
David Schalko, 2024

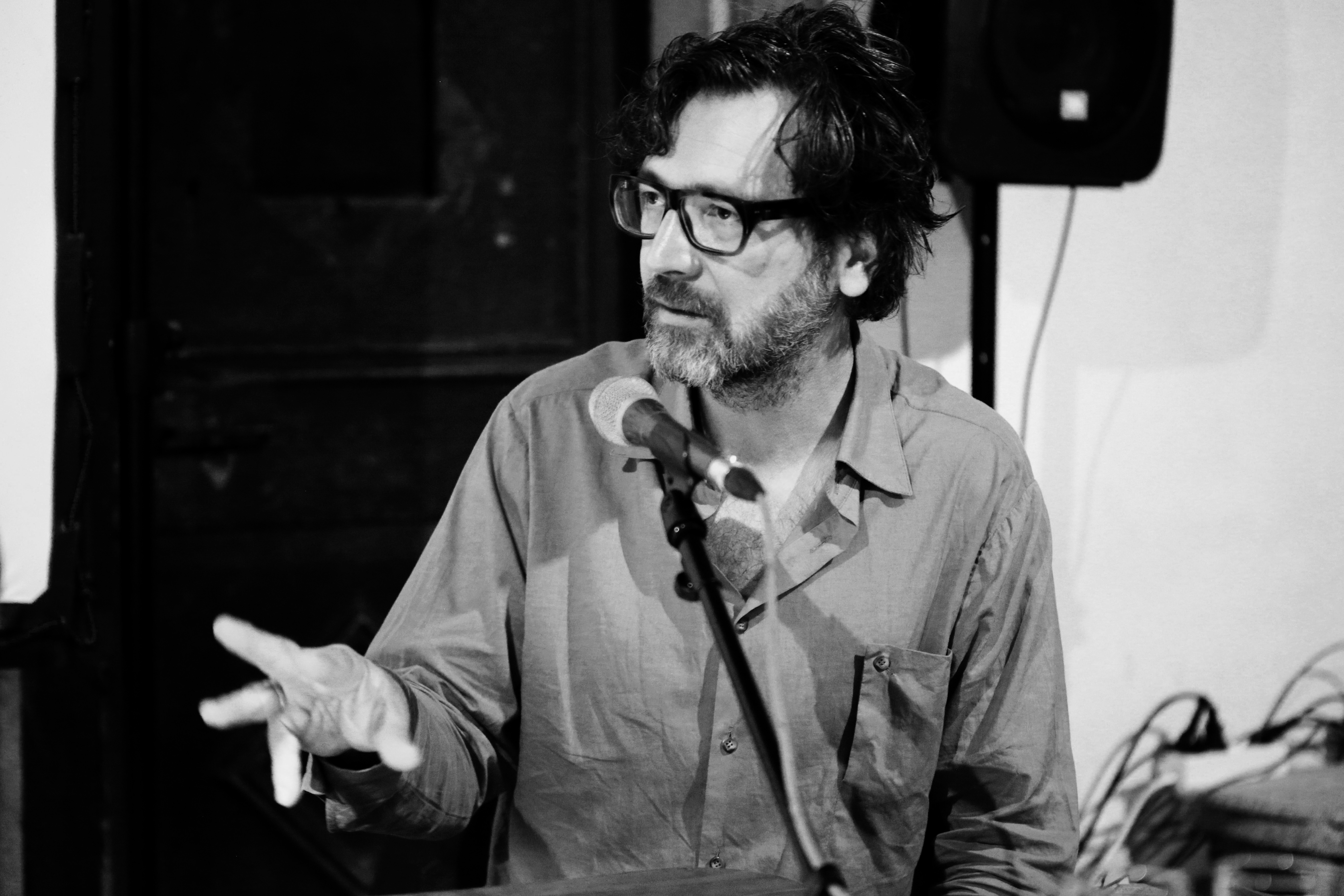
David Schalko auf einer Lesung 2017

David Schalko (* 17. Jänner 1973 in Waidhofen an der Thaya, Niederösterreich) ist ein österreichischer Schriftsteller und Filmregisseur.

## Leben und Wirken
Geboren in Waidhofen an der Thaya, wuchs David Schalko in Wien auf. Er bewarb sich für das Reinhardt-Seminar, wurde jedoch nicht aufgenommen. In der Folge, 1991, begann er ohne spezielle Motivation ein Studium an der Wirtschaftsuniversität Wien – „weil mein Vater Banker ist, lag Betriebswirtschaft nahe. [...] Ich hab das so lange studiert, bis sich eine Ausstiegsmöglichkeit ergab – das war die Fernsehsendung ‚Zap‘ auf Wien 1.“ Zuvor veröffentlichte er aber noch sein erstes Buch, den Lyrikband Bluterguss und Herzinfarkt (1995 bei Kubus, Wien). Autoren wie Werner Schwab und H. C. Artmann, von denen er Letzteren auch persönlich kannte, waren damals interessante Bezugspunkte für ihn.
Über persönliche Kontakte bekam er 1996/97 die Gelegenheit, für Zap und Die Hausfreunde Konzept und Drehbuch zu schreiben sowie Regie zu führen. Moderator von Zap wurde Robert Palfrader, den Schalko als „Stammgast“ im Café Torberg, dessen Wirt Palfrader damals war, kennenlernte.
Danach, ab 1998, arbeitete Schalko als freier Werbetexter und -regisseur. In dieser Zeit schrieb er seinen ersten Roman Frühstück in Helsinki, den er 2001 fertig stellte, der jedoch erst 2006 erschien – „was für ein juveniles Werk ein bißchen spät ist“, so Schalko. Der Poproman spielt im Wien, Berlin und London Ende der 90er Jahre. Zudem drehte Schalko auch Musikvideos und wurde im Jahr 2000 Sexkolumnist der Frauenzeitschrift Wienerin. Danach kehrte er zum Fernsehen zurück. Die von ihm 2002 konzipierte Sendung ohne Namen gewann im Jahr 2003 die Goldene Romy und einen Preis am Input-Fernsehfestival in Barcelona. Im Jahr darauf war die Sendung Finalist beim New York Television Award und Finalist beim Rose d’Or in Luzern.
2003 inszenierte Schalko gemeinsam mit Amina Handke das Stück Disco ergo sum in der Theater Gruppe 80. Außerdem zeichnete er für eine weitere wöchentliche Sendung des ORF verantwortlich: Sunshine Airlines. 2004 konzipierte er Undercover für den ORF. Er drehte in Co-Regie mit Mike Majzen den Kinofilm Nitro, der ab Mai 2006 im Kino gezeigt wurde. Außerdem erschienen bei Dröhmer einige Kurzgeschichten in unterschiedlichen Anthologien.
2005 drehte er den Fernsehfilm Heaven im Rahmen der Reihe 8 × 45, in dem Josef Hader die Hauptrolle spielt. Des Weiteren führt er Regie bei der Aufzeichnung von Josef Haders Kabarettprogramm „Hader muss weg“. Im März des Folgejahres lief im ORF die Serie Kupetzky, als deren Autor David Schalko fungierte. Im April 2006 hatte sein Theaterstück Böheimkirchen Euphorie im Wiener Rabenhof Theater Premiere. Im November 2006 ging Schalko auch in der Werbung neue Wege: der von MediaMarkt in Auftrag gegebene Spielfilm Dad’s Dead, der als Gratis-Give-away in den Märkten verteilt wurde und innerhalb weniger Tage in ganz Österreich vergriffen war, galt als Pionierprojekt, das auch an internationalen Werbefestivals für Aufmerksamkeit sorgte. Zudem gründete Schalko im gleichen Jahr gemeinsam mit John Lueftner und Andreas Payer die Produktionsfirma Superfilm.
2007 führte Schalko wieder im österreichischen Fernsehen Regie. Die Politsatireserie Die 4 da mit Erwin Steinhauer, Florian Scheuba, Thomas Maurer und Rupert Henning suchte sich jede Woche ein neues Genre. Seit Mai 2007 produziert Schalkos Firma Superfilm die von ihm konzipierte Late-Night-Show Willkommen Österreich. Im Herbst 2007 erschien der Erzählband Wir lassen uns gehen.
2008 entwickelte Schalko anlässlich der in Österreich und der Schweiz ausgetragenen Fußball-Europameisterschaft 2008 die Mockumentary Das Wunder von Wien: Wir sind Europameister. Bei dem fiktionalen TV-Dokumentarfilm, in dem Österreich, mithilfe eines eingebürgerten Fußballstars aus Bayern, Europameister wird, führte Schalko selbst Regie. Der Film wurde 2009 mit der Goldenen Romy ausgezeichnet.
Im Herbst 2009 erschien sein Roman Weiße Nacht, in dem ein naiver junger Mann in den Bann eines charismatischen Politikers (anspielend auf Jörg Haider, der am 11. Oktober 2008 bei einem Alleinunfall starb) gerät. Das Werk wurde von Kritikern als „Parabel auf den Rechtsruck in Österreich“ interpretiert. Die Hauptfigur ist nach Aussage Schalkos Stefan Petzner nachempfunden. Petzner verklagte den Czernin-Verlag, in dem das Buch erschien, wegen angeblicher Verletzung seiner Persönlichkeitsrechte, scheiterte aber. Auch seine Berufung am Oberlandesgericht Wien hatte keinen Erfolg. Weiße Nacht ist auch als Hörbuch auf CD erschienen, gelesen von Christian Kracht.
2009 schrieb und drehte Schalko zusammen mit Josef Hader den Zweiteiler Aufschneider. 2010 erhielt Schalko dafür die Goldene Romy in der Kategorie „Beste Regie“. 2013 wurde Aufschneider für den Grimme-Preis nominiert. 2010 verfilmte Schalko den Roman Wie man leben soll von Thomas Glavinic, der 2011 in den Kinos anlief. Der Film, den er gemeinsam mit Thomas Maurer schrieb, spielt im Studentenmilieu der 90er Jahre. Die experimentelle Erzählweise, die sehr assoziativ unterschiedliche Erzählstile vermengt, polarisierte sehr stark und wurde von der Kritik nicht sehr positiv aufgenommen. 2011 drehte Schalko auch die Miniserie Braunschlag. Die Serie rund um die fingierte Marienerscheinung in einem maroden Waldviertler Dorf lief von September bis November 2012 erstmals im ORF und erreichte dienstags rund eine Million Zuschauer. Braunschlag lief bei der internationalen Cologne Conference in der Kategorie „10 weltweit wichtigste Arbeiten“, war bei der Rose d’Or in der Kategorie „Best Sitcom“ nominiert und erhielt beim österreichischen Film- und Fernsehpreis Romy den „Spezialpreis der Jury“.
2013 erschien sein Roman Knoi, der von der Kritik unterschiedlich aufgenommen wurde.
Im selben Jahr drehte er den Achtteiler Altes Geld für den ORF. Die Serie wurde im März 2015 zuerst als DVD veröffentlicht. Die Dreharbeiten waren überschattet vom Tod des Hauptdarstellers Gert Voss. Altes Geld ist der zweite Teil der „Trilogie der Gier“. Während die Kritiken im deutschen Feuilleton durchwegs euphorisch waren („Altes Geld ist die gemeinste, lustigste, beste Serie seit Helmut Dietl“, schrieb zum Beispiel die Welt), geriet die Fernsehausstrahlung im ORF zu einer Quotentalfahrt. 2015 erwarben die ITV Studios in Los Angeles die Remakerechte an Altes Geld. Von Braunschlag ist ebenfalls eine US-Adaption beim ABC Network in Arbeit.
2015 hielt sich Schalko für mehrere Monate zu einem Schreibaufenthalt in Sri Lanka auf. Im selben Jahr hatte sein Singspiel Kimberly am Schauspiel Köln Premiere, für das Kyrre Kvam die Musik komponierte.
Im Jahr 2016 drehte er den Fernsehfilm Höhenstraße als Wiener Beitrag der ORF Landkrimireihe, der das aktuelle Thema Rassismus und Einwanderung auf sehr polarisierende Weise behandelt.
2017 entstand für den Hessischen Rundfunk unter der Regie von Michael Sturminger der Fernsehfilm Toulouse. Er basiert auf dem gleichnamigen Theaterstück von Schalko, das am 2. Oktober 2018 im Hessischen Staatstheater Wiesbaden zur Uraufführung gebracht wurde. Am 11. April 2019 folgte die österreichische Erstaufführung im Theater in der Josefstadt.
Im April 2018 veröffentlichte Schalko den Roman Schwere Knochen. Die fiktive Geschichte spielt in der Nachkriegszeit und handelt von vier Verbrechern aus dem KZ Dachau und Mauthausen, welche die Unterwelt Wiens nach dem Krieg unter sich aufteilen. Tobias Döring bezeichnete den Roman in der FAZ als Glücksfall für die Literatur.
Anfang 2018 drehte er mit M – Eine Stadt sucht einen Mörder ein Remake des Fritz-Lang-Klassikers M (1931) für das Fernsehen, das auf der Berlinale 2019 Weltpremiere feierte.
2021 erschien der Roman Bad Regina, der mehrere Wochen in der Spiegel-Bestsellerliste stand und im Februar 2021 die ORF-Bestenliste anführte.
Ich und die Anderen feierte auf der Berlinale 2021 Premiere. Die sehr experimentelle Serie wurde von der SZ als „vermutlich verrückteste Serie aller Zeiten“ bezeichnet. Schalko ist Mitgründer des PEN Berlin.
Zu Schalkos 6-teiliger ARD-Serie Kafka (2024) stammten die Drehbücher von Daniel Kehlmann. Kafka wurde in zahlreichen Ländern ausgestrahlt. 2024 erhielt David Schalko für seine Regie den Clio verliehen. Die Serie wurde 2025 für den Grimme Preis nominiert. 
Im Jahr 2024 drehte Schalko für die ARD eine Anthologie aus 6 kurzen Episoden, die jeweils um das Serienthema Warum ich? kreisen. Im selben Jahr  veröffentlichte Schalko seinen ersten Fotoband Geister, der von einer Ausstellung in der Wiener Galerie OstLicht begleitet wurde. 
Schalko heiratete 2014 die Filmeditorin Evi Romen, mit der er zwei Töchter hat. Die Ehe wurde 2021 geschieden. Im September 2023 heiratete Schalko die Filmjournalistin Nicole Albiez. 

## Trivia
In Thomas Glavinics Roman Der Jonas-Komplex zählt Schalko – obwohl er ihn nicht häufig sieht – zu den besten Freunden des Erzählers. Schalko taucht in ähnlichem Kontext auch in Büchern von Benjamin von Stuckrad-Barre oder Dirk von Lowtzow auf.

## Filmografie

### Regie | Drehbuch | Konzept

#### Fernsehsendungen
- 1997/98: ZAP (Serie | Regie)
- 1998: Die Hausfreunde (Regie)
- 2002: Sendung ohne Namen (Unterhaltungssendung im Rahmen der Donnerstag-Nacht-Programmschiene des ORF | Autor, Regie, Idee)
- 2004: Dorfers Donnerstalk (Late-Night-Show | Regie)
- 2004: Sunshine Airlines (Kultursendung, Donnerstag Nacht | Konzept, Regie)
- 2006: Kupetzky (Unterhaltungsserie | Drehbuch, Konzept)
- 2007: Die 4 da (Satireserie | Regie)
- 2007: Willkommen Österreich (Late-Night-Show | Konzept)
- 2016: Ringlstetter (Personality-Show, BR Fernsehen | Konzept)[20]

#### Kurzfilme
- 1998: Der Brief (mit Alf Poier | Regie)
- 2006: Heaven (Folge der Fernsehfilmserie 8 × 45, 45 min | Drehbuch, Regie)
- 2007: Dad’s Dead (Werbefilm, 40 min | Drehbuch, Idee)

#### Kinospielfilme
- 2004: Nitro (Co-Regie mit Mike Majzen)
- 2011: Wie man leben soll (Regie, Co-Autor, Darsteller)

#### Fernsehfilme
- 2008: Das Wunder von Wien: Wir sind Europameister (Mockumentary | Idee und Regie)
- 2010: Aufschneider (Regie und Co-Autor)
- 2016: Landkrimi – Höhenstraße (Buch und Regie)
- 2017/18: Toulouse (Drehbuch)

#### Serien
- 2012: Braunschlag (Buch und Regie)
- 2015: Altes Geld (Buch und Regie)
- 2019: M – Eine Stadt sucht einen Mörder (Miniserie | Buch und Regie)
- 2021: Ich und die Anderen (Buch und Regie)
- 2024: Kafka (Co-Buch und Regie)
- 2025: Warum ich? (Buch und Regie)

### Produktion
- ab 2002: Sendung Ohne Namen (Fernsehsendung)
- seit 2007:  Willkommen Österreich (Late-Night-Show)
- 2008: Europe For President (Dokumentation)
- 2011: Sennentuntschi
- 2011: One Way Trip (3D-Film)
- 2011: Tatort: Ausgelöscht (Fernsehfilm)
- 2012: Tatort: Angezählt (Fernsehfilm)
- 2012: Braunschlag (Serie)
- 2014: Bösterreich (Serie)
- 2014: Liebes Tagebuch, ... (TV-Show)
- 2015: Altes Geld (Serie)
- 2015: The Team | Staffel 1 (Fernsehserie)
- 2016: Tatort: Die Kunst des Krieges
- 2016: Ringlstetter (TV-Show | BR Fernsehen | Superfilm München)
- 2018: Zauberer (Kinospielfilm)
- 2018: Landkrimi – Achterbahn (Fernsehfilm)
- 2018: Rokko’s Adventures (TV-Magazin)
- 2018: The Team | Staffel 2 (Fernsehserie)
- 2019: Landkrimi – Das letzte Problem (Fernsehfilm)
- 2019: Gottschalk liest? (Literatursendung | BR Fernsehen | Superfilm München)[21]
- 2020: Tatort: Unten (Fernsehreihe)
- 2021: Stadtkomödie – Die Unschuldsvermutung (Fernsehreihe)
- 2022: Landkrimi – Der Schutzengel (Fernsehreihe)
- 2023: Landkrimi – Das Schweigen der Esel (Fernsehreihe)
- 2024: School of Champions (Fernsehserie)

## Theater
- 2003: Disco ergo sum  (Regie und Text)
- 2006: Böheimkirchen Euphorie (Text), Rabenhoftheater
- 2015: Kimberly (Regie und Text), Singspiel mit Musik von Kyrre Kvam, Schauspiel Köln
- 2017/18: Toulouse (Text), Hessisches Staatstheater Wiesbaden

## Prosa und Lyrik
- Bluterguss und Herzinfarkt. Gedichte. Kubus Verlag, Wien 1995, ISBN 3-901395-06-7.
- Frühstück in Helsinki. Roman. Czernin Verlag, Wien 2001/2006, ISBN 3-7076-0204-4.
- Wir lassen uns gehen. Kurzgeschichten. Czernin Verlag, Wien 2007, ISBN 3-7076-0245-1.
- Weiße Nacht. Roman. Czernin Verlag, Wien 2009, ISBN 3-7076-0291-5.
- KNOI. Roman. Jung und Jung, Salzburg 2013, ISBN 3-99027-045-1.
- Schwere Knochen. Roman. Kiepenheuer & Witsch, Köln 2018, ISBN 978-3-462-05096-7.
- Bad Regina. Roman. Kiepenheuer & Witsch, Köln 2021, ISBN 978-3-462-05330-2.
- Was der Tag bringt. Roman. Kiepenheuer & Witsch, Köln 2023, ISBN  978-3-462-00408-3.

## Auszeichnungen
- 2003: Österreichischer Fernsehpreis (Goldene Romy) | Innovativstes Programmkonzept für Sendung ohne Namen
- 2004: Österreichischer Fernsehpreis (Goldene Romy) | Beste Produktion für Sunshine Airlines
- 2005: Fernsehpreis der Österreichischen Erwachsenenbildung für Dorfers Donnerstalk
- 2006: Erich-Neuberg-Preis | Beste Regie für Dorfers Donnerstalk
- 2006: Thomas-Pluch Drehbuchförderpreis für Heaven
- 2007: New York Film Festival | Bronzemedaille für Kupetzky
- 2009: Österreichischer Fernsehpreis (Goldene Romy) | Beste Dokumentation für Das Wunder von Wien: Wir sind Europameister
- 2010: Erich-Neuberg-Preis | Beste Regie eines ORF-Films für Aufschneider
- 2010: „Goldene Olive“ bei TV Festival Bar | Bester Film, bester Darsteller, bestes Drehbuch für Aufschneider
- 2010: Österreichischer Fernsehpreis (Goldene Romy) | Beste Regie für Aufschneider
- 2012: Cologne Conference | 10 wichtigste Arbeiten weltweit für Braunschlag
- 2013: Indie Fest California | Awards of merit: Best leading role, Television & Humor für Braunschlag
- 2013: Accolade Film Competition | Awards of Excellence: Television & Leading actor für Braunschlag
- 2013: Österreichischer Fernsehpreis (Goldene Romy) | Spezialpreis der Jury für Braunschlag
- 2015: Cologne Conference | Bester fiktionaler Beitrag für Altes Geld
- 2016: New York Television & Film Awards | Best Mini-Series für Altes Geld
- 2016: Ehrenpreis der Wiener Umweltschutzabteilung | Green Producing für Höhenstrasse
- 2016: 13. Sichuan TV-Festival in Chengdu (International Gold Panda Award) | Beste Kamera für Altes Geld[22]
- 2017: Wiesbadner Krimifestival | Deutscher Fernsehkrimipreis für Höhenstrasse
- 2022: Grimme-Preis 2022 Nominierung (Ich und die Anderen)[23]
- 2022: Shortlist New York Festivals TV & Film Awards (Ich und die Anderen)[24]
- 2024: moving history – Festival des historischen Films Potsdam: Auszeichnung mit dem CLIO Award für Kafka[25]
- Grimme Preis Nominierungen jeweils für: Aufschneider | M – Eine Stadt sucht einen Mörder | Ich und die Anderen | Kafka